# Mitsubishi Motors de Portugal
A Mitsubishi Motors Portugal é fundada em 1989, enquanto distribuidor oficial da marca com escritórios em Portugal. Antes disso, a Univex era a empresa responsável pela importação dos automóveis Mitsubishi para Portugal. Este é hoje em dia o mais antigo concessionário da rede Mitsubishi Motors Portugal, e o principal responsável pela implementação dos actuais escritórios da marca no nosso país. A Mitsubishi Motors Portugal tem uma rede de distribuição composta por 35 concessionários.

## Competição
A Mitsubishi Motors de Portugal (MMP) é também reconhecida pela sua presença no desporto motorizado, marcou presença no Campeonato Nacional de Ralis, com o veloz Mitsubishi Lancer Evolution, foi conduzido por Miguel campos na década de 1990 e com Armindo Araújo na década de 2000 e é actualmente o piloto oficial da MMP. Obtendo várias vitórias com ambos os pilotos e marca presença com Armindo Araújo no Campeonato Mundial. No Todo-o-Terreno foi representada por João Vassalo que conduziu um Pajero, um Pajero Evolution e ainda uma Strakar, também representada por Miguel Barbosa aos comandos de uma Strakar e ainda representada pelo Carlos Sousa ele que conduziu um Pajero três Strakar e terminou como piloto oficial da MMP aos comandos de um Pajero Evolution MPR11, o Armindo Araújo ainda marcou presença em algumas provas de TT com a Strakar Evo. Excluindo o Armindo Araújo, os restantes três pilotos foram campeões nacionais de Todo-o-Terreno
Com Carlos Sousa ao volante a MMP esteve presente na mais dura prova de TT, o Dakar e foi também foram vencedores da Taça FIA de Bajas e Campeonato de TT em 2003 com uma Strakar.